# Meistera lappacea
Meistera lappacea là một loài thực vật có hoa trong họ Gừng. Loài này được Henry Nicholas Ridley mô tả khoa học đầu tiên năm 1899 dưới danh pháp Amomum lappaceum. Năm 2018, Jana Leong-Škorničková và Mark Newman chuyển nó sang chi Meistera mới được phục hồi.

## Phân bố
Loài này có trong khu vực bao gồm Indonesia (Java, Sumatra), Malaysia bán đảo, Thái Lan.

## Mô tả
Thân rễ mập mạp. Thân cao và mập mạp, cao khoảng 6 ft hoặc hơn. Lá thuôn dài-hình mũi mác, mũi nhọn, hơi hẹp ở phần gốc, nhẵn nhụi, không có cuống lá, kích thước dài 18 inch, rộng 4 inch. Cụm hoa dạng bông, nhiều, dần dần thuôn dài đến 16 inch, hình trụ, hình trụ, trục cụm hoa mập, được che phủ bằng lớp lông măng màu nâu. Hoa nhiều, cuống ngắn (0,25 inch). Lá bắc thuôn dài, chẻ đôi ở đỉnh, đầu tròn, màu đỏ, dài 1,5 inch, rộng 1 inch. Lá bắc con hình ống, dài 0,5 inch, chóp chẻ ba, nhọn, bằng nhau, màu đỏ. Ống tràng hoa dài như đài hoa, các thùy thẳng, thùy phía trên rộng hơn, thuôn dài khoảng 0,5 inch, màu vàng son. Môi hình trứng ngược thuôn tròn, chia 2 thùy ngắn. Không có nhị lép. Nhị khá ngắn, bao phấn dài 0,5 inch, không có mào. Bầu nhụy có lông tơ. Quả thuôn dài 0,75 inch phủ đầy gai hình giùi hình nón, cuống quả mập dài 0,5 inch.